# Ascending to Infinity
Ascending to Infinity — дебютный студийный альбом группы Luca Turilli’s Rhapsody, созданной Лукой Турилли после раскола Rhapsody of Fire, выпущен 22 июня 2012 года на лейбле Nuclear Blast.
В отличие от сольных проектов Луки Турилли и группы Luca Turilli’s Dreamquest, Luca Turilli’s Rhapsody создана как продолжение истории Rhapsody, и Ascending to Infinity считается одиннадцатым альбомом Rhapsody. На этом альбоме на ударных играет Alex Holzwarth, участник Rhapsody of Fire, на последующих альбомах предполагается найти другого музыканта.
По сравнению с изначальной музыкой Rhapsody, Турилли сделал ещё более сильный уклон в симфонические аранжировки. Он охарактеризовал свой стиль как «саундтрековый металл» (film score metal).

## Список композиций
Автором текстов и музыки является Luca Turilli, кроме «Luna», написанной Romano Musumarra и Giorgio Flavio Pintus
1. Quantum X 2:26
2. Ascending to Infinity 6:15
3. Dante's Inferno 4:57
4. Excalibur 8:06
5. Tormento e Passione 4:52
6. Dark Fate of Atlantis 6:30
7. Luna (Alessandro Safina cover) 4:16
8. Clash of the Titans 4:15
9. Of Michael the Archangel and Lucifer's Fall 16:02
  - I. "In Profundis" 2:28
  - II. "Fatum Mortalis" 12:26
  - III. "Ignis Divinus 1:08
10. March of Time (Helloween cover) (Limited edition bonus track) 5:50
11. In the Mirror (Loudness cover) (Japanese limited edition bonus tracks) 3:37

## Участники записи
- Alessandro Conti — вокал
- Luca Turilli — гитара, клавиши, оркестровка, продюсер, техник, концепт обложки
- Dominique Leurquin — гитара
- Patrice Guers — бас
- Alex Holzwarth — ударные

### Гости
- Bridget Fogle, Previn Moore, Matthias Stockinger, Dan Lucas, Johnny Krüger — хор
- Sassy Bernert — женский вокал на пятом, седьмом и девятом треках
- Jasen Anthony, Previn Moore, Bridget Fogle — рассказчики

### Обработка
- Sebastian 'Basi' Roeder — техник, сведение
- Arnaud Ménard — техник